# Les Aventures de Guilhem d'Ussel, chevalier troubadour
Les Aventures de Guilhem d'Ussel, chevalier troubadour est une suite romanesque historique de l’écrivain français Jean d'Aillon.

## Intrigue
Les chevauchées de Guilhem d’Ussel brossent une fresque du règne de Philippe Auguste où l'on croise les redoutables routiers des grandes compagnies, les croisés et les troubadours, Philippe Auguste, Jean sans Terre et Richard Cœur de Lion, mais aussi les héros de Walter Scott et d'Alexandre Dumas dans de surprenantes énigmes criminelles.
Cette suite romanesque, toujours en cours de rédaction, est censée comprendre quatre cycles de 6 titres plus des nouvelles:
1. La jeunesse de Guilhem d'Ussel, cycle retraçant la genèse du chevalier troubadour sur la période de 1187 à 1198 ;
2. Les aventures de Guilhem d'Ussel, cycle suivant les aventures du jeune chevalier et seigneur de Lamaguère sur la période de 1198 à 1203 ;
3. Guilhem chevalier errant, cycle suivant les aventures d'un Guilhem vieilli et ne vivant plus dans son fief de Lamaguère sur la période de 1209 à 1214 ;
4. La vieillesse de Guilhem d'Ussel enfin, portera sur la période ultérieure.

## Épisodes
1. De taille et d’estoc (1187)
2. La Charte maudite (1192) (nouvelle dans le recueil : L'évasion de Richard Cœur de Lion)
3. Férir ou Périr (1193)
4. À lances et à pavois (1193)
5. L'Évasion de Richard Cœur de Lion (1193)
6. Félonies et Malaventures (1194)
7. Marseille, 1198
8. Le Noël du chat botté (nouvelle dans le recueil : L'Évasion de Richard Cœur de Lion) 1198
9. Les Perdrix de Lectoure (nouvelle dans le recueil : L'Évasion de Richard Cœur de Lion) 1199
10. Paris, 1199
11. Londres, 1200
12. Retour à Cluny (nouvelle dans le recueil : L'Évasion de Richard Cœur de Lion) 1200
13. Montségur, 1201
14. Le Loup maléfique (nouvelle dans le recueil : L'Évasion de Richard Cœur de Lion) 1201
15. Les Brutes de Torre di Astura 1202 (nouvelle dans le recueil : Guilhem d'Ussel dans la tourmente)
16. Rome, 1202
17. Rouen, 1203
18. La Mort de Guilhem d'Ussel 1203 (nouvelle dans le recueil : Guilhem d'Ussel dans la tourmente)
19. La Revenante 1203 (nouvelle dans le recueil : Guilhem d'Ussel dans la tourmente)
20. Le Grand Arcane des rois de France[3] (premiers chapitres)
21. Béziers, 1209
22. Wartburg, 1210
23. Cordoue, 1211

Les ouvrages en préparation ou prévus sont : 
- Syracuse, 1211
- Acre, 1213
- Bouvines, 1214

## Résumé des épisodes

Le Royaume de France durant la série.

### De taille et d'estoc[4]1187
Marseille, 1187. Antoine, orphelin de treize ans recherché pour meurtre, fuit la ville et se retrouve sur des routes infestées de bandits et de mercenaires. L’adolescent, qui a pris le prénom de Guilhem, va, au hasard de rencontres, être initié à l’art des troubadours comme à celui de la coutellerie, du lancer de couteau et du duel. Son chemin croise celui de Joceran d’Oc et de Jeanne de Chandieu qui, pour vivre leur passion, ont quitté l’habit et les ordres. Ils sont accusés du vol de la Sainte Lance, inestimable relique rapportée de Terre sainte par les croisés. Après sa rencontre avec le chevalier troubadour renommé Gui d'Ussel dont il emprunte le nom en guise d'hommage, la grande saga de Guilhem d’Ussel peut commencer.

### La Charte maudite[5]1193
Ussel et Gilbert trouvent quatre pendus dans une forêt du seigneur de Chissey et s'arrêtent dans le village. Quand le seigneur est parti en croisade, il a écrit une charte pour ses villageois mais son neveu Odet qui l'a remplacé l'a modifiée à son avantage. Les pendus l'ont été pour révolte. Ussel désarme Odet et le laisse fuir. Le lendemain, Odet enlève Étiennette. Ussel fait faire une échelle au mérandier. Avec deux révoltés, il gravit les remparts du château mais se fait prendre. Grâce à des coutelas cachés, il terrasse ses ennemis. Il fait écrire et signer les confessions du père et de la sœur d'Odet sur la falsification de la charte. Il nomme la sœur d'Odet châtelaine et l'oblige à écrire une nouvelle charte avec les villageois. Il dépose les confessions à Cluny.

### Férir ou Périr[6]1192
En 1193, à Paris, Clérambault de Noyers, compagnon du roi, est tué à l'arbalète. Cependant, Guilhem arrive à Paris avec Gilbert. Il s'éprend de Jeanne de Thury, se disant veuve de Crèvecœur. Puis, il secoure Maud, jongleuse. Peu après, une arbalétrière tue un autre compagnon du roi.
Le lendemain, Jeanne est enlevée. Guilhem et Gilbert vont à Crèvecœur en Normandie et découvrent que Jeanne n'y a jamais été châtelaine. Mailly, hospitalier servant le roi, enquête aussi et retrouve Maud à Rouen. Guilhem s'y rend lui aussi. Il rencontre Mailly et ils s'allient. Ils apprennent que Jeanne est bien veuve, mais de Bricquebec. Ils trouvent Robert, fils de Jeanne, et vont à Bricquebec. Entre-temps, Chalon, maître de Bricquebec, a emmené sa captive, Jeanne, à Rouen et l'a épousée. Guilhem tue Chalon et Mailly est tué. Robert hérite de Bricquebec et y remmène Jeanne. Gilbert épouse Maud et Guilhem le libère et les place à Bricquebec. Jean sans Terre, qui avait capturé l'arbalétrière, lui ordonne de tuer Jeanne. Guilhem la tue au moment où elle allait tuer Jeanne et découvre que c'est Isabelle, serveuse de l'auberge où il demeurait à Paris, et dont il était épris. Il quitte aussitôt Bricquebec.

### À lances et à pavois, 1193[7]
Automne 1193. Après avoir sauvé de la noyade un garçon fuyant ses ravisseurs, Guilhem d'Ussel découvre que ce dernier, futur comte de Brionne, contrarie les desseins du prince Jean. Engagé pour protéger l'enfant, il tombe dans une embuscade et est laissé pour mort. Secouru par des hors-la-loi, il trouve refuge auprès d'eux et de la belle Alissende, jusqu'à devenir un proscrit risquant le gibet. 
Seulement, après avoir pris d’assaut l’abbaye du Bec et meurtri ceux qui l’avaient agressé, il deviendra un proscrit que même Lambert de Cadoc, le capitaine du roi de France chez qui il trouvera refuge, ne pourra protéger. Emprisonné et condamné à la potence, le jeune chevalier apprendra la vérité sur ses ennemis, et où est caché le trésor des seigneurs de Brionne. Mais peut-il encore échapper au gibet et convaincre Cadoc ?

### L'Évasion de Richard Cœur de Lion[5]1193

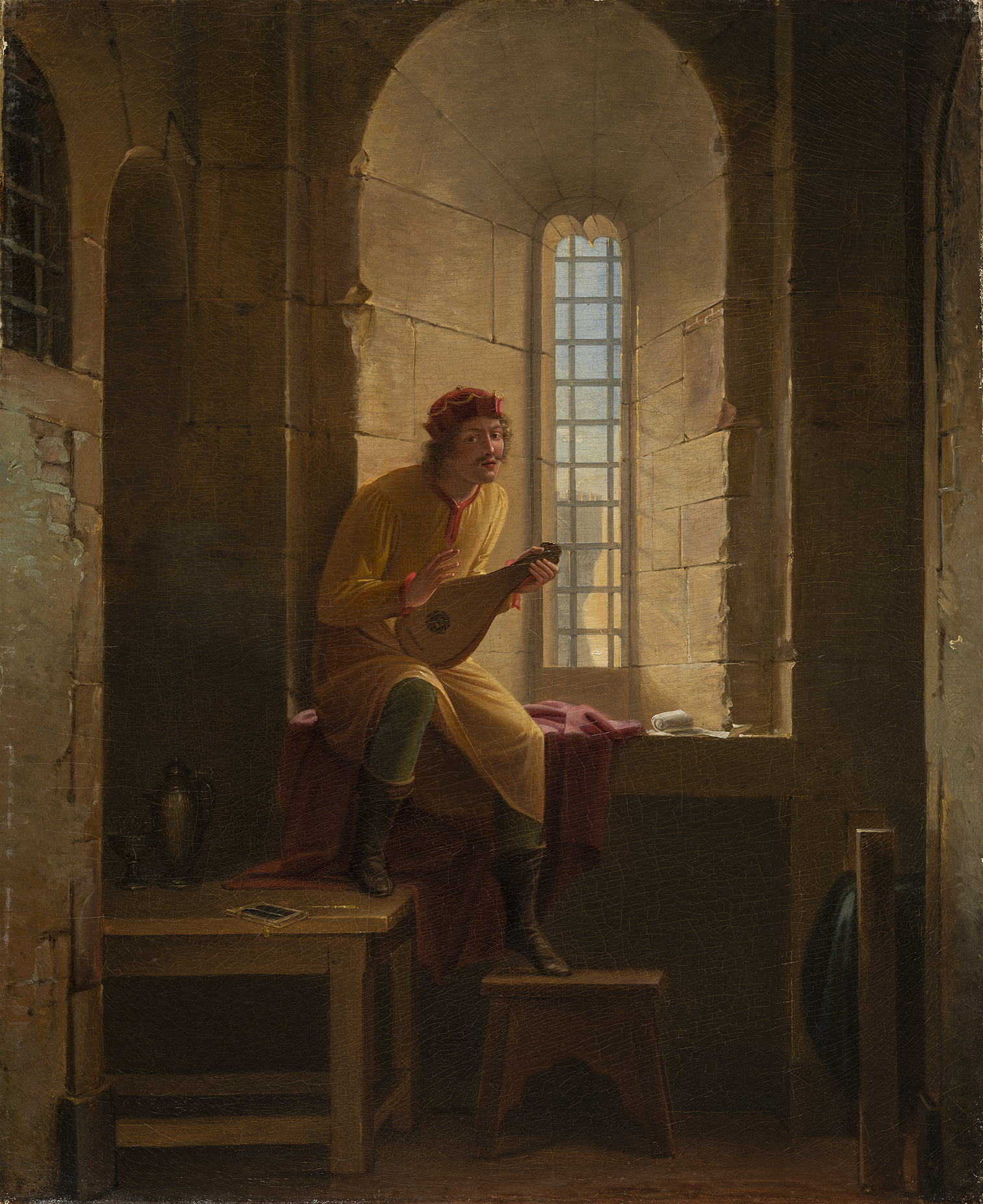
Jean-Antoine Laurent - Richard Cœur de Lion entendant chanter Blondel

Été 1193 : Blondel de Nesle, chevalier, troubadour et ami de Richard Cœur de Lion vient enfin de découvrir où son roi est enfermé par l’empereur d’Allemagne : la forteresse de Trifels. Il va dès lors rassembler une poignée de chevaliers fidèles au roi d’Angleterre pour le libérer. Par un concours de circonstances, Guilhem d’Ussel se joint à eux.
Mais ces chevaliers sont-ils autant loyaux que Blondel le pense ? Certains n’auraient-ils pas des raisons moins nobles pour vouloir approcher le roi ? Quant au prince Jean, il fera tout pour que l’expédition échoue.
Guilhem d’Ussel sera-t-il le seul à deviner que l’entreprise n’est qu’un leurre ?

### Félonies et Malaventures, 1194
1194. Engagé dans une compagnie de mercenaires qui, à la demande du roi Philippe Auguste, doit se mettre au service du comte de Toulouse, Guilhem d'Ussel se voit malgré lui impliqué dans le pillage d'un château. Après avoir rompu avec ses compagnons félons, le chevalier vient en aide à une valeureuse jouvencelle, protégée par une étrange femme qui lit dans les esprits et soigne avec les mains.  
Ayant repris sa chevauchée en terre angevine, il intervient dans un guet-apens mené contre l'escorte de la même jouvencelle, mais celle-ci nie l'avoir jamais rencontré. Intrigué par ce mystère – qui donc est cette damoiselle ? –, Guilhem décide de la conduire auprès de son parrain, le vicomte de Thouars. 
Là, Ussel est accusé du pillage du château... Manigances, trahisons et noirs desseins auront-ils raison de la soif de justice du chevalier troubadour d'Ussel ?

### Marseille[8], 1198

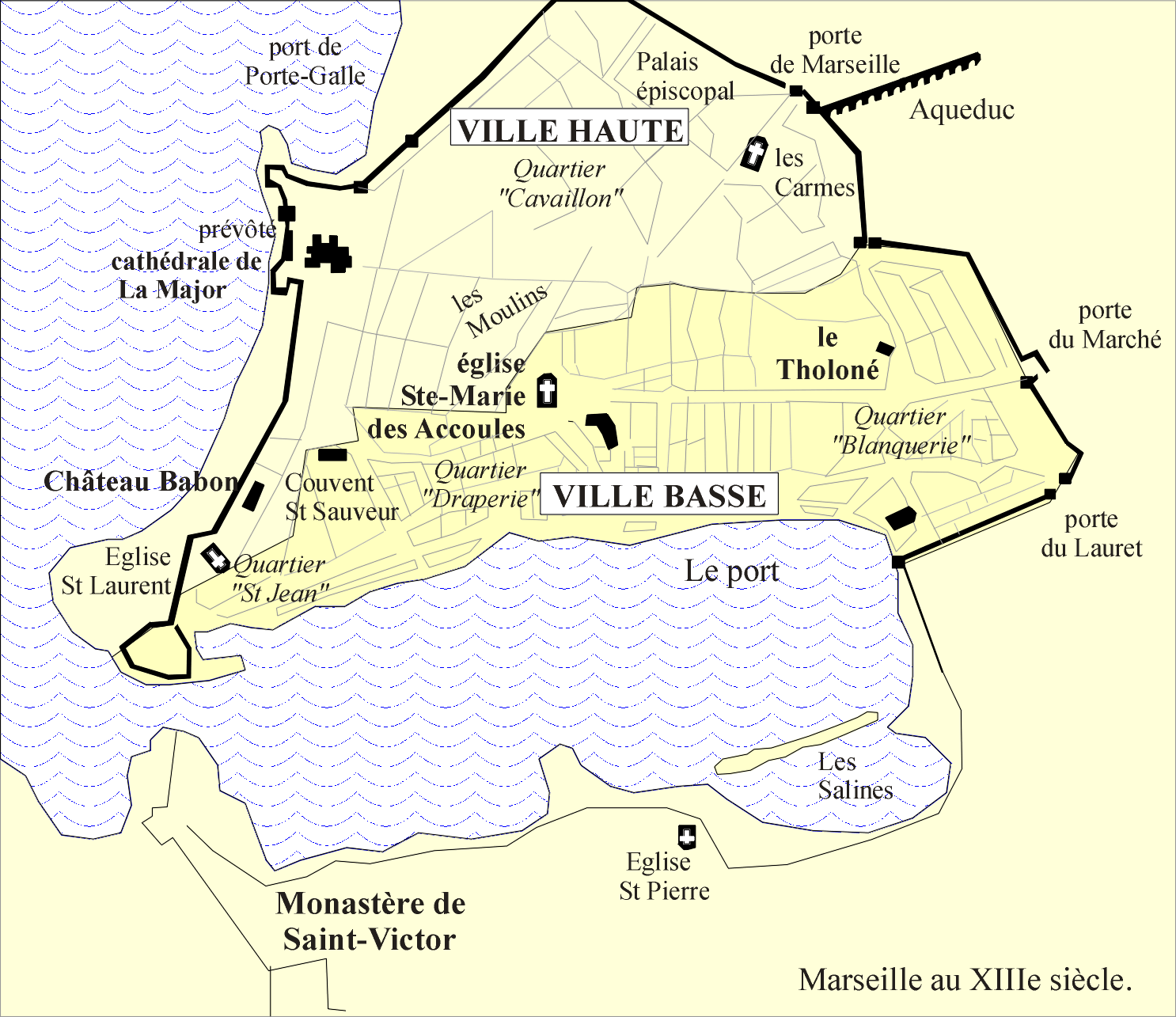
La ville de Marseille à l'époque

Depuis 1095, Marseille est le port des croisés et s'est enrichi. Hugues de Fer y est viguier, chargé de l'administration, la police et la justice.
Ibn Rushd, médecin qui l'a libéré à Damas, pendant une croisade, lui rend visite. Guilhem, troubadour, né à Marseille, ancien routier, est chevalier au service du comte de Toulouse, Raymond, qui l'envoie à Marseille. Fer révèle à Constance, tanneuse, que sa sœur Madeleine a été tuée chez Roncelin, vicomte de Marseille, qui a disparu. Locksley (anciennement connu sous le nom de Robin des Bois) rencontre Guilhem qui le présente à Fer en compagnie de Constance qui demande à Guilhem de trouver les tueurs de Madeleine. Bartolomeo et Anna Maria, espions d'Innocent III, disent à Fer que Roncelin est prisonnier chez Hugues des Baux, lui-même malade.
Guilhem affirme à Fer qu'il a vu Rostang, frère de Hugues, enlever Roncelin. Fer envoie Guilhem et les espions chez Hugues. Ibn s'y rend aussi en tant que médecin, avec Locksley et Nedjm, un Perse maîtrisant la poudre. Fer reste à l'écart, mais est capturé par Hugues qui l'accuse d'avoir volé la vicomté de Marseille à sa femme Baralle en libérant Roncelin, et qui a découvert sa complicité avec Guilhem et les espions.
Peu après, Nedjm et Idn incendient le château et libèrent Fer et Bartolomeo. Guilhem libère à son tour Roncelin. Ils rejoignent les autres et fuient.
Finalement, Guilhem découvre que c'est Aurélien, syndic des tanneurs, qui a tué Madeleine et enlevé Roncelin. Ils le pendent. Guilhem et Locksley partent à Toulouse.

### Le Noël du chat botté[5]1198
Durant les fêtes de la Nativité de l’an de grâce 1198, trois jongleurs arrivent au château de Saint-Gilles. L’un d’eux est un monstre, un nain avec une face poilue le faisant ressembler à un chat. Accusés d’être au service du démon, deux des ménétriers sont enfermés tandis que l’homme-chat disparaît. Guilhem d’Ussel mettra alors à jour une machination visant à tuer Raymond de Toulouse, mais les jongleurs ne sont-ils pas venus à Saint-Gilles pour quelqu’un d’autre ?

### Les Perdrix de Lectoure[5]1199
En 1199, Ussel arrive dans un hôtel de Lectoure. On lui sert des perdrix grillées. L'hôtelier dit à sa femme, Belon, qu'elles sont trop cuites puis frappe Colinet, tailleur, qu'il accuse d'avoir courtisé Belon. Dans la nuit, l'aubergiste est tué et un gant de Colinet est trouvé. Le matin, Belon part et laisse Ussel seul. Il trouve le 2e gant sous le matelas du mort. Belon revient, blesse Ussel puis elle-même. Elle avoue que le tueur est l'archidiacre à qui elle s'était plainte.

### Paris[10], 1199

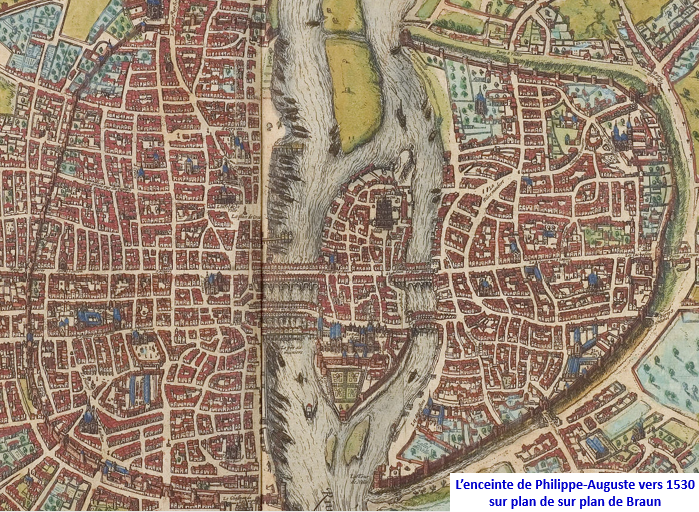
Enceinte de Philippe-Auguste vers 1530 sur plan de Braun.

Mercadier et Richard cœur de lion assiègent le château de Chalus . Pierre Basile blesse mortellement Richard. Sa mère Aliénor et Locksley viennent le voir. Il lègue son royaume à son frère Jean avant de mourir et donne une statuette à Locksley pour Jean. Locksley se fait droguer et on lui vole la statuette. Aliénor découvre que Richard a été empoisonné et demande à Locksley de retrouver le chirurgien Célestin reparti à Paris. Locksley y va. À Argenton, il sauve son voleur Amaury du bucher et récupère la statuette. Amaury, parisien, reste avec lui. Anna Maria va chercher Guilhem à Toulouse. Locksley retrouve Célestin qui dit que ce sont des templiers du prince Jean qui ont donné le poison à Basile. Les jongleurs vont à Paris. Guilhem retrouve Cadoc, son ancien chef, qui cherche Locksley soupçonné de régicide. Anna Maria va se cacher avec Locksley et les 2 autres les rejoignent. Amaury est tué. Locksley sauve le roi d'un attentat et se disculpe. Ils jurent fidélité au roi et vont à Poitiers avec 30 Cathares expulsés par le roi. Locksley donne la statuette à Aliénor et ils repartent à Toulouse.

### Londres[11], 1200

Londres en 1300.

La troupe reprend la route. Certains restent à Albi, les autres continuent avec Guilhem. Arrivé à son château de Lamaguère dont il a été fait seigneur, il déloge les templiers qui l'occupent. Il prend Aignan comme procureur et affranchit certains serfs. Un messager du roi vient demander à Guilhem d'aller chercher le testament de cœur de Lion à Londres. Locksley et quelques autres l'accompagnent. À Bordeaux, sur ordre d'Aliénor, Mauluc tue Mathilde, promise d'un écuyer de Locksley, croyant tuer Anna Maria, avec une dague volée à Mercadier que Guilhem tue avant de savoir la vérité. Aliénor demande à Dinant de tuer Guilhem qui est parti à Londres. Mais c'est Guilhem qui le tue et récupère le testament qu'il ramène à Philippe Auguste. Le roi vend le comté de Meulan à Locksley. Guilhem rentre à Lamaguère où l'attend Amicie, une ancienne maîtresse.

### Retour à Cluny[5]1200

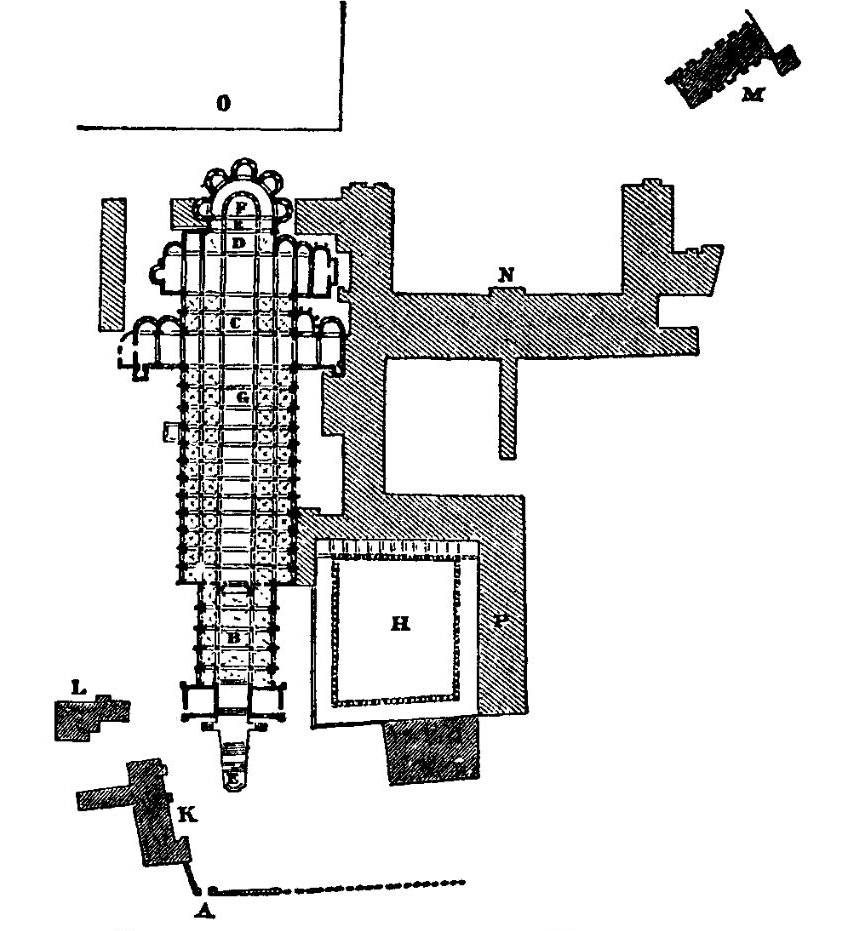

En 1200, Ussel amène un pli du roi à Cluny. L'abbé Hugues lui dit que la veille, une peinture de Jésus a saigné. Le père Étienne dit qu'une autre vient de le faire. Ussel dit au père Renaud de guetter dans la 3e abside. Un tableau y saigne sans qu'il n'ait rien vu. Le père Guillaume est trouvé pendu. Ussel découvre que c'est frère Airard, fabricant l'encre, qui en a mis sur les tableaux et poussé père Guillaume au suicide pour une vieille histoire de croisés.

### Montségur[12], 1201
Quelqu'un fait tomber un nid de frelons sur Amicie. Deux diacres cathares la sauvent et elle se convertit, rendant le mariage impossible. Elle part pour tenir un prieuré. Guilhem part à Montsalvat (de Perceval) à la recherche de l'émeraude du graal avec Wolfram et Sanceline. Guilhem le trouve à Montségur mais Sanceline est laissée sans vie par Dracul. Le graal la ressuscite. Dracul prend le graal mais tombe malade. Guilhem lui reprend mais découvre qu'il est maléfique, le remet dans le gouffre initial mais récupère son coffre en or. Un chef cathare rend Montségur sacré. Wolfram repart en Allemagne et écrit Parzival. Guilhem rentre à Lamaguère avec Sanceline.

### Le Loup maléfique[5]1202
En 1202, depuis son château de Lamaguère, Ussel entend un loup proche. Le lendemain, le corps de Stéphania, fille du tenancier Étienne, est trouvé déchiqueté. Le lendemain, le corps d'Étienne est trouvé lacéré aussi. Lors d'une battue, Estève, valet, disparaît. Son corps est trouvé non loin de son poste. La nuit suivante, Ussel va vers les hurleries et voit Raimond, mari de Stephania, se faire tuer par Radu, écuyer du comte Dracul qu'Ussel a tué en 1201.

### Rome[13], 1202
Guilhem a épousé Sanceline. Un notaire de Rome vient informer Bartoloméo à Lamaguère qu'il a hérité de la ville de Ninfa, de son père, cardinal. Bartoloméo va chercher sa sœur et Locksley à Meulan. Ils embarquent à Chalon-sur-Saône jusqu'à Arles, puis prennent la mer jusqu'à Gênes avant de se rendent à Ninfa. Bartoloméo, Anna et Alaric sont capturés, c'était un piège d'Innocent III. Guilhem rejoint Locksley. Ils libèrent les captifs. Ils se font donner 20 000 florins d'or en usant d'un faux document auprès du pape. Ils rentrent à Marseille par bateau.

### Les Brutes de Torre di Astura[14]1202
Juin 1202, Guilhem d’Ussel débarque dans le village de pêcheurs de Torre di Astura pour se rendre à Ninfa et y attendre ses amis. Après avoir défendu une villageoise, il va découvrir que cette agression n’est qu’un élément d’une plus sombre entreprise.

### Rouen[15], 1203
En 1201 Foulques, serf, part en croisade avec sa femme, Flore, pour un châtelain. Foulques est tué à Acre.
Cependant, Aliénor d'Aquitaine, à Fontevrault, envoie Maçon chercher une relique que possède Plessis en Terre Sainte où Ali se fait passer pour le templier St Jean et doit aller à Paris. Plessis fait mener la relique, le Saint-Suaire, à Acre par Thomas.
Sur les entrefaites, St Jean rencontre Flore et la ramène en France. Pendant ce temps, Ussel est à Marseille. Thomas débarque et, comme il va à Bordères, Ussel lui propose de l'y déposer ainsi que Flore. St Jean, lui, se rend à Paris.
Thomas demeure à Lamaguère et épouse Flore. Peu après. il est assassiné, et Flore part avec les tueurs menés par Maçon. Ces brigands volent en chemin la coiffe du Christ à Marcilhac. Ussel apprend qu'ils vont à Fontevrault et cesse la poursuite. Découvrant le vol de Marcilhac, Aliénor veut bannir Maçon, mais il fuit avant d'être arrêté et rejoint les rangs anglais en Normandie.
St Jean se rend à Rouen en 1203. Furnais vient dire à Ussel qu'Arthur de Bretagne est prisonnier à Rouen où Maçon fait régner la terreur, et il part avec lui. Alaric retrouve Flore qui lui donne le bout du Saint-Suaire qu'elle a sauvé. Puis il est emprisonné avec St Jean. Flore promet le Saint-Suaire à Maçon contre la liberté d'Alaric qui demande aussi celle de St Jean. Le lendemain, elle affirme que le Saint-Suaire a été brûlé. Alaric et St Jean retrouvent Ussel qui découvre la vérité sur St Jean. Celui-ci fabrique un faux Saint-Suaire qu'Alaric donne à Maçon contre Flore et Furnais en jurant qu'il n'a pas été brûlé. Lors de l'échange, Maçon lance ses hommes, mais Ussel les anéantit avec le feu grégeois. Ussel et les siens rejoignent Philippe Auguste à Gaillon. Rouen redevient français en 1204.

### La Mort de Guilhem d'Ussel[14]1203
Alors que Guilhem revient dans son fief Lamaguère après avoir vaincu ses ennemis à Rouen, un inconnu arrive dans la capitale du duché de Normandie. Cet homme a un rude compte à régler avec le sire d’Ussel. Pour parvenir à ses fins, il obtient le soutien du roi Jean et entame une longue traque. C’est à Cahors et dans le Quercy qu’aura lieu l’affrontement final, durant lequel Guilhem d’Ussel tombera sous les flèches et les coups d’épées de son adversaire. Ses amis traqueront à leur tour le meurtrier qui perdra toute vaillance lors de l’ultime estourmie.

### La Revenante[16],1203
Automne 1203, une femme annonce à Guilhem l’emprisonnement dans un couvent de Constance Mont Laurier, son ancienne maîtresse. Ces déclarations le contraindront à entreprendre un voyage au cours duquel il vérifiera une nouvelle fois combien certains êtres humains peuvent être méchants.

### Béziers[17], 1209

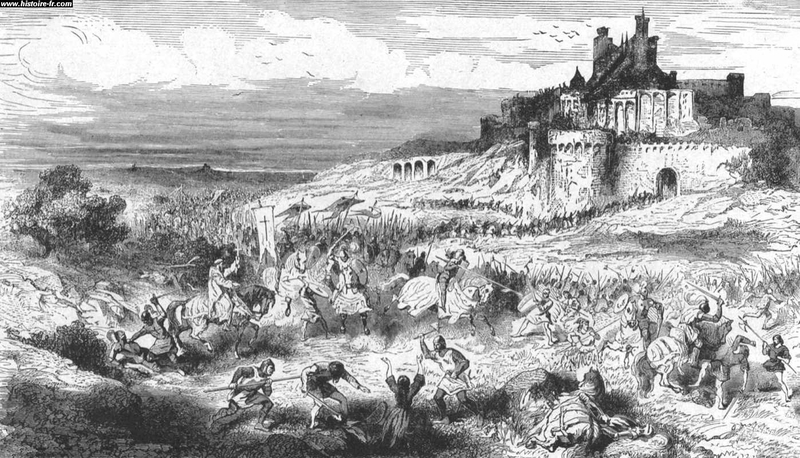
Les croisés et la prise de Béziers, Paul Lehugeur, XIXe siècle.

1208: Guilhem d'Ussel a laissé son fief de Lamagère sous tutelle pour venir s'installer à Paris. Devenu prévôt de l'Hôtel de Philippe Auguste, il est chargé de découvrir les meurtriers d'une prostituée égorgée dans l'église Saint-Gervais. Mais qui tente de l'éloigner du roi alors que le pape Innocent III exerce une pression de plus en plus forte sur le royaume afin que ses barons se rassemblement dans une croisade contre les hérétiques Albiegois? Frère Guérin, et ses amis Lockley, Ubaldi et Furnais le sauvent et l'aident dans son entreprise. 

### Wartburg[19], 1210

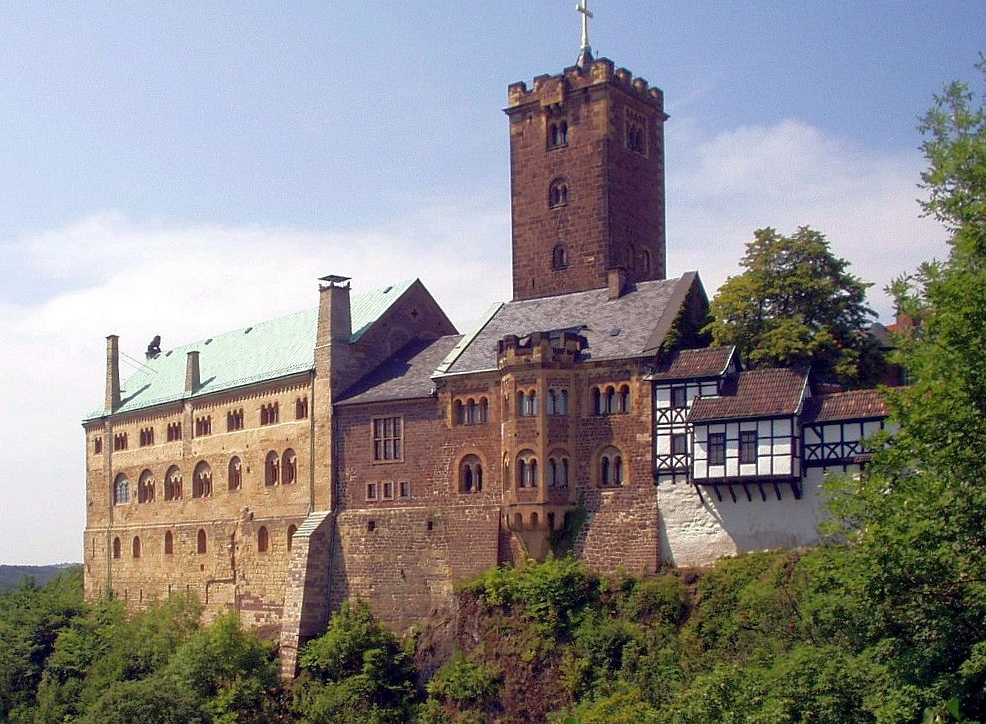
Château de Wartbourg.

L'armée des croisés vient de prendre Béziers et d'y massacrer tous ses habitants, hérétiques ou non. Terreur, pillage et violences vont désormais régner dans le Toulousain. C'est ce que redoute le chevalier Guilhem d'Ussel, dont le château a déjà été ravagé par ses ennemis. Il décide donc d'abandonner son fief et de traverser le royaume de France avec ses gens afin de les mettre à l'abri, un voyage qu'il sait périlleux à cause des brigands, des seigneurs rapaces et des bandes de croisés qui gagnent le midi. Parmi ces derniers, il n'imaginait pas reconnaître des chevaliers allemands qu'il a vaincus quelque quinze ans plus tôt et qui veulent leur revanche.
Quand il partira pour le château de Wartburg en Thuringe afin de revoir son ami, le minnesinger Wolfram d'Eschenbach, ses ennemis se lanceront à ses trousses. Mais il découvrira que ses pires adversaires ne sont pas ces chevaliers qui complotent pour l'empereur Othon, ni la neige et les bandes de loups affamés, mais les sorcières de Goslar qui se rassemblent pour la nuit de Walpurgis et dont la plus redoutable a sacrifié sa belle-fille Blancheflor à cause de sa beauté.

### Cordoue[20], 1211

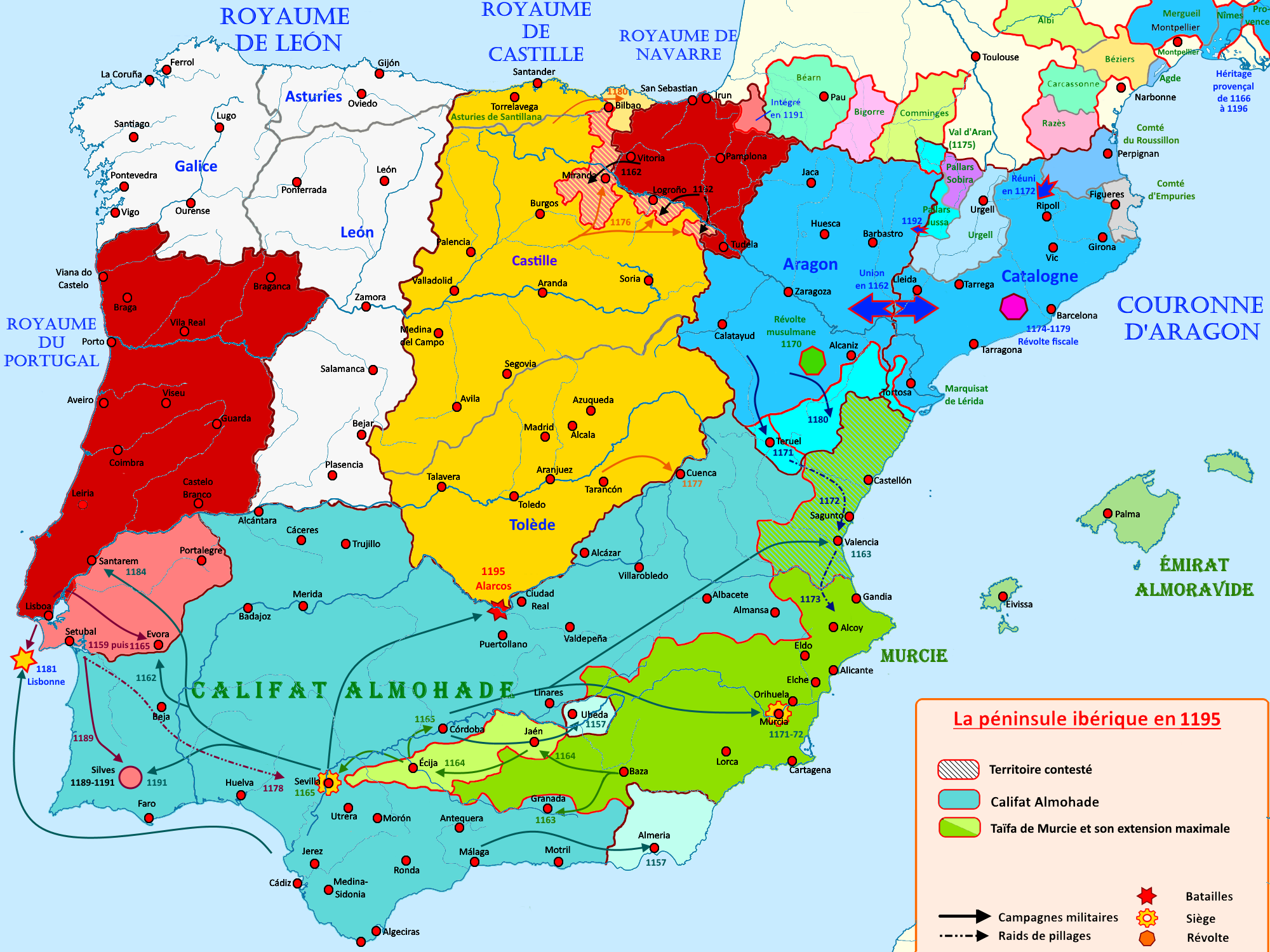
Péninsule ibérique en 1195

La révolte gronde chez les barons anglais. Le roi Jean, excommunié en raison de ses exactions contre l'Église, multiplie rapines et forfaitures et n'hésite pas à se saisir d'otages dans les familles nobles et à enlever ceux qu'on refuse de lui livrer. Pis, il prépare une infamie pour se venger du pape Innocent III. En apprenant son funeste dessein, le comte de Huntington demande à Guilhem d'Ussel de l'aider à lui faire obstacle. Sa mission, périlleuse, cernée d'ennemis, conduira le chevalier troubadour jusqu'en Espagne et au pays d'Al-Andalus jusqu'à Cordoue.